# Federico Trujillo de Miranda
Federico Trujillo de Miranda (c. 1885- 1926) fue un escritor y funcionario español.

## Biografía

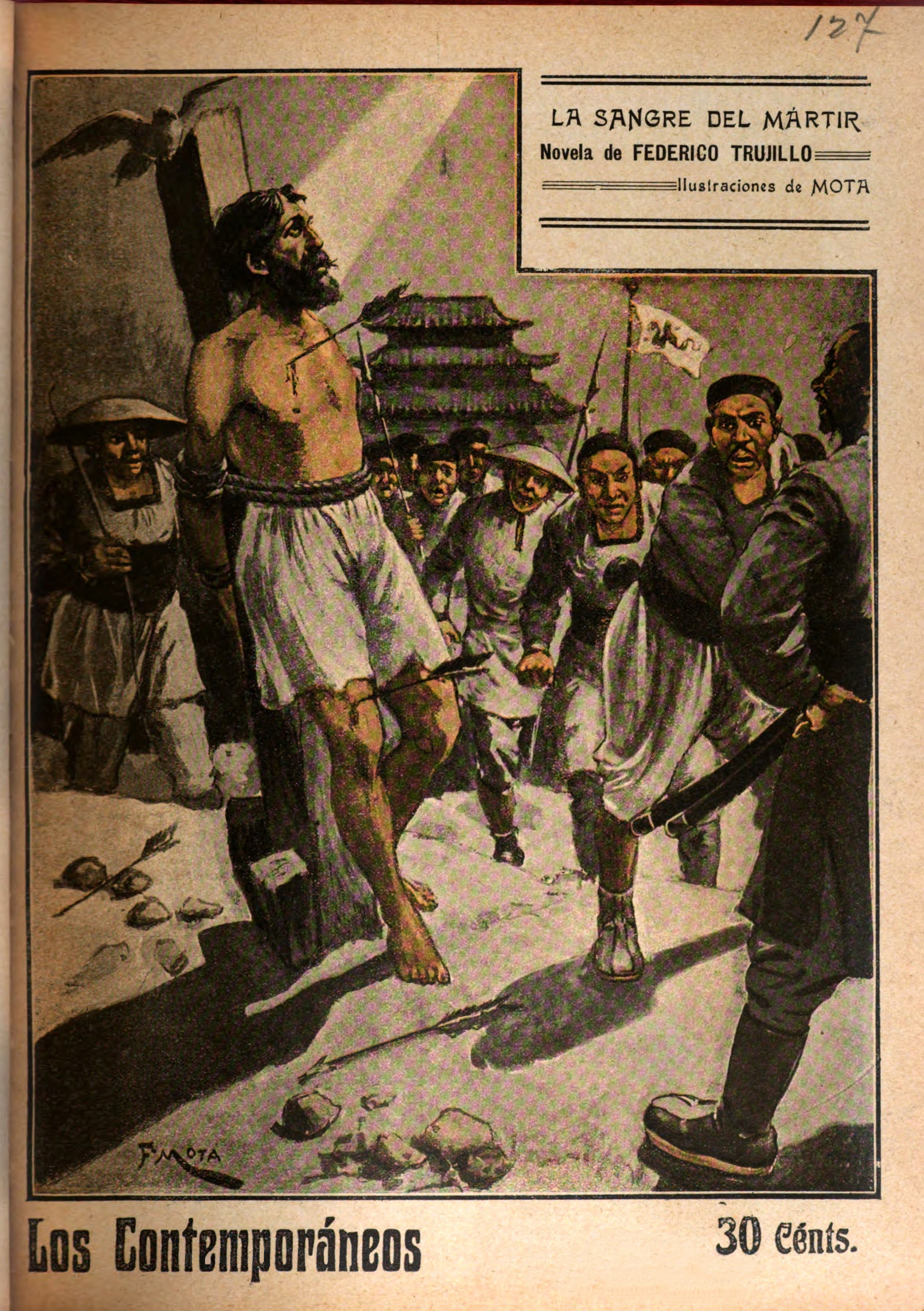
La sangre del mártir (n.º 247 de Los Contemporáneos, 2 de junio de 1911)

Oficial segundo de Hacienda, contribuyó en publicaciones periódicas como La Esfera, Blanco y Negro y La Nación de Buenos Aires, además de en colecciones literarias como El Libro Popular, Nuestra Novela, El Cuento Semanal y Los Contemporáneos. Falleció en Madrid el 7 de enero de 1926, a los cuarenta años de edad, y fue enterrado en el cementerio de la Almudena.